# بهنکندورف
بهنکندورف (به آلمانی: Behnkendorf) یک منطقهٔ مسکونی در آلمان است که در زوندهاگن واقع شده‌است. بهنکندورف ۳۸۷ نفر جمعیت دارد.